# Greeley Center
Greeley Center, ofta bara kallat Greeley, är en bykommun (village) i den amerikanska delstaten Nebraska och huvudort i Greeley County. Greeley hade 466 invånare vid 2010 års federala folkräkning.

## Historia
Orten grundades i samband med att Chicago, Burlington and Quincy Railroads järnvägslinje drogs förbi platsen i slutet av 1880-talet. Namnet Greeley Center togs då orten ligger i den geografiska mitten av countyt med samma namn, och 1890 flyttades countyts administration hit från den tidigare huvudorten Scotia.

## Kända invånare
- Maurice Lukefahr (1926–2002), entomolog.